# Elezioni parlamentari in India del 2024
Le elezioni parlamentari in India del 2024 si sono tenute dal 19 aprile al 1º giugno per il rinnovo della Lok Sabha, la camera bassa del Parlamento del paese.
Esse, tenutesi complessivamente per 44 giorni e conclusesi solo il 4 giugno con l’annuncio ufficiale dei risultati, hanno visto, come anche parzialmente anticipato dai sondaggi politici e dagli exit-poll, la vittoria dell’Alleanza Democratica Nazionale (NDA) guidata dal partito Bharatiya Janata Party (BJP) del Primo ministro uscente Narendra Modi, che, con ben 293 seggi, ha dunque mantenuto la maggioranza assoluta, sebbene solo tramite l’aiuto di altri partiti minori alleati. Difatti, guardando al dettaglio per singole formazioni, un aspetto particolarmente evidente è stato la perdita del predominio assoluto dello stesso Bharatiya Janata Party che, avendo subito una leggera ma consistente emorragia di preferenze, è rimasto maggioritario solo all’interno della propria coalizione, troncando così la capacità di fatto per quest’ultimo di operare singolarmente, contrariamente a quanto si era previsto. Parimenti, dall’altro lato dell’arco parlamentare, le opposizioni, riunitesi nell’Alleanza Nazionale Indiana per lo Sviluppo Inclusivo (I.N.D.I.A.) a guida Congresso Nazionale Indiano (INC) insieme ad alcuni partiti regionali minoritari, sebbene non abbiano iniziato il processo elettorale da favorite, hanno, in ultima istanza, recuperato e incrementato in parte i propri consensi, risultando così in un aumento determinante nel numero complessivo dei seggi controllati (giunto a 249), di cui hanno beneficiato soprattutto le piccole formazioni, inaspettatte profittatrici emergenti della tornata.

## Disposizioni di voto

### Sistema elettorale
Per le elezioni della Lok Sabha, l’unica delle due camere del Parlamento ad essere eletta direttamente dai cittadini, la legge elettorale indiana prevede l’applicazione di un sistema maggioritario secco in 543 collegi uninominali. Secondo tale sistema, dunque, risulta eletto in ciascuna circoscrizione elettorale il candidato che ottenga il maggior numero dei voti (Plurality).
Novità di questa elezione, in tal senso, è stata la piena elezione dell’intero organo da parte dell’elettorato, dato che, prima delle modifiche apportate da un emendamento costituzionale del 2019, la camera bassa era sì composta da un numero maggiore di membri, 545, ma due di questi erano, secondo la legge fondamentale, fattualmente nominati dalla Presidenza della Repubblica (e dunque non scelti dal popolo) per rappresentare al meglio la comunità anglo-indiana, ormai oggi pressoché scomparsa e divenuta un essenziale retaggio del periodo post-coloniale.

### Pianificazione

Fasce di voto per le elezioni del 2024, come stabilite dalla Commissione.

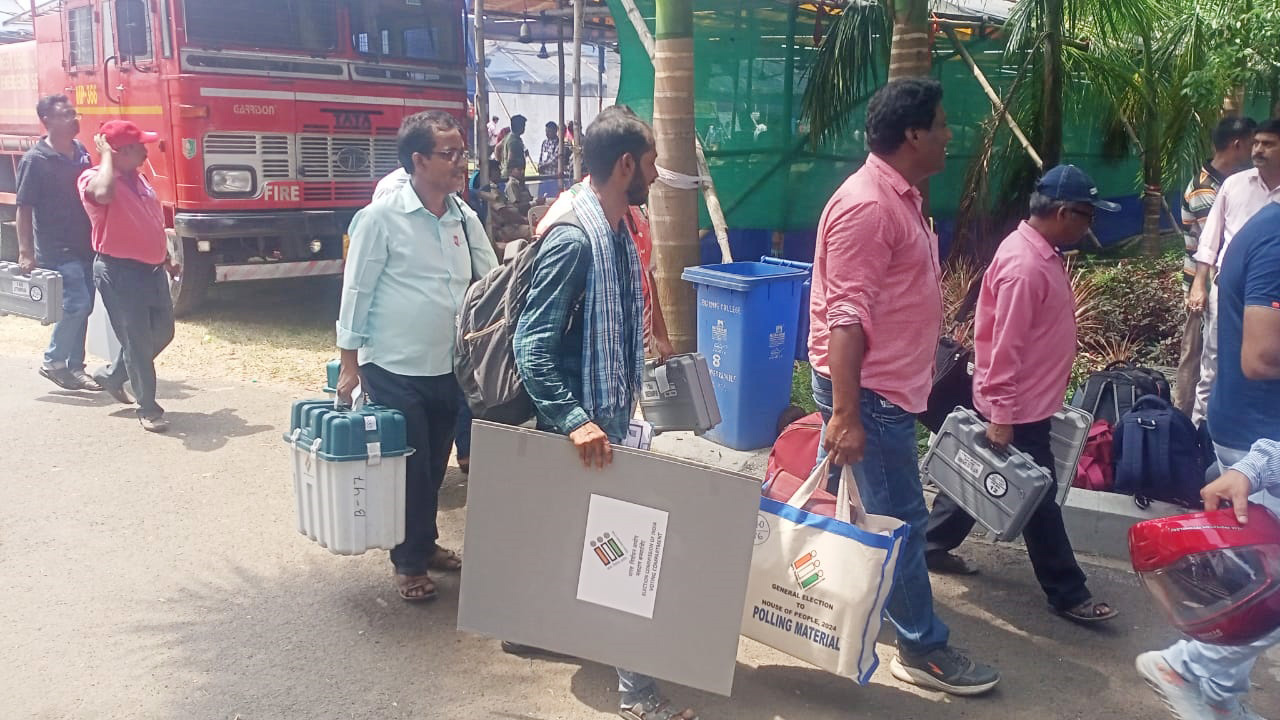
Ufficiali governativi trasportano il materiale di voto.

In tal contesto, dunque, oltre a definire le procedure tecniche di voto, essendo l’India assai grande sia dal punto di vista geografico che demografico (venendo per quest’ultimo dato considerata come la “Democrazia più grande del mondo”), ad ogni tornata elettorale la Commissione elettorale nazionale organizza le votazioni dividendo il paese in sette aree diverse (definite Fasce), ognuna con una propria data di votazioni predeterminata all’interno del più grande periodo elettorale disposto, portando così il processo complessivo ad una durata di all’incirca poco più di un mese.
Per queste elezioni, dunque, il calendario comunicato dalla Commissione è stato il seguente:
| Programma assegnato         | Fasce | Fasce | Fasce | Fasce | Fasce | Fasce | Fasce | Fasce |
| Programma assegnato         | 1     | 2     | 3     | 4     | 5     | 6     | 7     |       |
| --------------------------- | ----- | ----- | ----- | ----- | ----- | ----- | ----- | ----- |
| Data del voto               | 19/04 | 26/04 | 07/05 | 13/05 | 20/05 | 25/05 | 01/06 |       |
| Numero di collegi coinvolti | 101⁄1 | 87⁄1  | 94    | 96    | 49    | 58    | 57    |       |

## Sondaggi politici

Sondaggi politici (per coalizione)

## Risultati
| Alleanza Democratica Nazionale (NDA)                              | 283 085 314 | 44,75 | 293 |  |  |  |
| Alleanza Nazionale Indiana per lo Sviluppo Inclusivo (I.N.D.I.A.) | 267 717 018 | 42,32 | 234 |  |  |  |
| YSR Congress Party (YSRCP)                                        | 13 316 039  | 2,11  | 4   |  |  |  |
| Bahujan Samaj Party (BSP)                                         | 13 153 818  | 2,08  | —   |  |  |  |
| Biju Janata Dal (BJD)                                             | 9 413 379   | 1,49  | —   |  |  |  |
| All India Anna Dravida Munnetra Kazhagam (AIADMK)                 | 8 952 587   | 1,42  | —   |  |  |  |
| Bharat Rashtra Samithi (BRS)                                      | 3 657 237   | 0,58  | —   |  |  |  |
| Shiromani Akali Dal (SAD)                                         | 1 814 318   | 0,29  | 1   |  |  |  |
| All India Majlis-e-Ittehadul Muslimeen (AIMIM)                    | 1 400 215   | 0,22  | 1   |  |  |  |
| Desiya Murpokku Dravida Kazhagam (DMDK)                           | 1 128 616   | 0,18  | —   |  |  |  |
| Fronte Popolare Bodoland (BPF)                                    | 777 570     | 0,12  | —   |  |  |  |
| Azad Samaj Party (Kanshi Ram) (ASP(KR))                           | 691 820     | 0,11  | 1   |  |  |  |
| All India United Democratic Front (AIUDF)                         | 625 954     | 0,10  | —   |  |  |  |
| Voice of the People Party (Meghalaya) (VPP(M))                    | 571 078     | 0,09  | 1   |  |  |  |
| Partito Nazionalista Democratico Progressista (NDPP)              | 350 967     | 0,06  | —   |  |  |  |
| Indian National Lok Dal (INLD)                                    | 226 975     | 0,04  | —   |  |  |  |
| Zoram People's Movement (ZPM)                                     | 208 552     | 0,03  | 1   |  |  |  |
| Altri (<0,03%) e Indipendenti                                     | 1 077 440   | 0,17  | 7   |  |  |  |
| Totale                                                            | 632 562 579 | 100   | 543 |  |  |  |
|                                                                   |             |       |     |  |  |  |
| Voti non validi                                                   | 12 800 866  | 1,98  |     |  |  |  |
| Votanti                                                           | 645 363 445 | 66,61 |     |  |  |  |
| Elettori                                                          | 968 821 926 |       |     |  |  |  |

Nota: La sezione “voti non validi” comprende, oltre alle classiche schede bianche - nulle - rigettate, anche i voti (6.372.220 - 0,98%) per l’opzione “Nessuno dei precedenti” che, in India, è possibile spuntare. Le schede nulle in senso proprio sono invece state 6.428.646 (1,00%).